# Single numer jeden w roku 2017 (Rosja)
Notowania City & Country Radio Hits publikowane i kompletowane są przez portal internetowy Tophit w oparciu o cotygodniowe wyniki odtworzeń w stacjach radiowych w Rosji. Poniżej znajduje się tabela prezentująca najpopularniejsze single w danych tygodniach w roku 2017.
W 2017 piętnaście singli różnych artystów osiągnęło szczyt rosyjskiego notowania Tophit, licząc także utwór „Tumany” w wykonaniu Maksa Barskicha, który już pod koniec 2016 znalazł się na pierwszym miejscu listy.

## Historia notowania
| Data publikacji | Tytuł                          | Artysta                             | Źródło |
| --------------- | ------------------------------ | ----------------------------------- | ------ |
| 2 stycznia      | „Tumany”                       | Maks Barskich                       | [ 4 ]  |
| 9 stycznia      | „Twoi glaza”                   | Loboda                              | [ 5 ]  |
| 16 stycznia     | „Tumany”                       | Maks Barskich                       | [ 6 ]  |
| 23 stycznia     | „Be Mine”                      | Ofenbach                            | [ 7 ]  |
| 30 stycznia     | „Be Mine”                      | Ofenbach                            | [ 8 ]  |
| 6 lutego        | „Be Mine”                      | Ofenbach                            | [ 9 ]  |
| 13 lutego       | „Be Mine”                      | Ofenbach                            | [ 10 ] |
| 20 lutego       | „Human”                        | Rag’n’Bone Man                      | [ 11 ] |
| 27 lutego       | „Human”                        | Rag’n’Bone Man                      | [ 12 ] |
| 6 marca         | „Shape of You”                 | Ed Sheeran                          | [ 13 ] |
| 13 marca        | „Be Mine”                      | Ofenbach                            | [ 14 ] |
| 20 marca        | „Shape of You”                 | Ed Sheeran                          | [ 15 ] |
| 27 marca        | „Shape of You”                 | Ed Sheeran                          | [ 16 ] |
| 3 kwietnia      | „Shape of You”                 | Ed Sheeran                          | [ 17 ] |
| 10 kwietnia     | „Shape of You”                 | Ed Sheeran                          | [ 18 ] |
| 17 kwietnia     | „Shape of You”                 | Ed Sheeran                          | [ 19 ] |
| 24 kwietnia     | „Shape of You”                 | Ed Sheeran                          | [ 20 ] |
| 1 maja          | „Shape of You”                 | Ed Sheeran                          | [ 21 ] |
| 8 maja          | „Wpusti muzyku”                | Jołka                               | [ 22 ] |
| 15 maja         | „Nedelimy”                     | Artik & Asti                        | [ 23 ] |
| 22 maja         | „Nedelimy”                     | Artik & Asti                        | [ 24 ] |
| 29 maja         | „Nedelimy”                     | Artik & Asti                        | [ 25 ] |
| 5 czerwca       | „Despacito”                    | Luis Fonsi, gościnnie: Daddy Yankee | [ 26 ] |
| 12 czerwca      | „Despacito”                    | Luis Fonsi, gościnnie: Daddy Yankee | [ 27 ] |
| 19 czerwca      | „Despacito”                    | Luis Fonsi, gościnnie: Daddy Yankee | [ 28 ] |
| 26 czerwca      | „Despacito”                    | Luis Fonsi, gościnnie: Daddy Yankee | [ 29 ] |
| 3 lipca         | „Way Down We Go”               | Kaleo                               | [ 30 ] |
| 10 lipca        | „Despacito”                    | Luis Fonsi, gościnnie: Daddy Yankee | [ 31 ] |
| 17 lipca        | „Despacito”                    | Luis Fonsi, gościnnie: Daddy Yankee | [ 32 ] |
| 24 lipca        | „Despacito”                    | Luis Fonsi, gościnnie: Daddy Yankee | [ 33 ] |
| 31 lipca        | „Despacito”                    | Luis Fonsi, gościnnie: Daddy Yankee | [ 34 ] |
| 7 sierpnia      | „Despacito”                    | Luis Fonsi, gościnnie: Daddy Yankee | [ 35 ] |
| 14 sierpnia     | „Despacito”                    | Luis Fonsi, gościnnie: Daddy Yankee | [ 36 ] |
| 21 sierpnia     | „Kissing Strangers”            | DNCE, gościnnie: Nicki Minaj        | [ 37 ] |
| 28 sierpnia     | „Kissing Strangers”            | DNCE, gościnnie: Nicki Minaj        | [ 38 ] |
| 4 września      | „Feel It Still”                | Portugal. The Man                   | [ 39 ] |
| 11 września     | „Feel It Still”                | Portugal. The Man                   | [ 40 ] |
| 18 września     | „Feel It Still”                | Portugal. The Man                   | [ 41 ] |
| 25 września     | „Feel It Still”                | Portugal. The Man                   | [ 42 ] |
| 2 października  | „Katchi”                       | Ofenbach i Nick Waterhouse          | [ 43 ] |
| 9 października  | „Katchi”                       | Ofenbach i Nick Waterhouse          | [ 44 ] |
| 16 października | „Moj’a lj’ubow”                | Maks Barskich                       | [ 45 ] |
| 23 października | „Fight Back With Love Tonight” | Kush Kush                           | [ 46 ] |
| 30 października | „Moj’a lj’ubow”                | Maks Barskich                       | [ 47 ] |
| 6 listopada     | „Moj’a lj’ubow”                | Maks Barskich                       | [ 48 ] |
| 13 listopada    | „Dusk Till Dawn”               | Zayn, gościnnie: Sia                | [ 49 ] |
| 20 listopada    | „Dusk Till Dawn”               | Zayn, gościnnie: Sia                | [ 50 ] |
| 27 listopada    | „Tak krasiwo”                  | Siergiej Łazariew                   | [ 51 ] |
| 4 grudnia       | „Sad Story (Out Of Luck)”      | Merk & Kremont                      | [ 52 ] |
| 11 grudnia      | „Sad Story (Out Of Luck)”      | Merk & Kremont                      | [ 53 ] |
| 18 grudnia      | „Sad Story (Out Of Luck)”      | Merk & Kremont                      | [ 54 ] |
| 25 grudnia      | „Sad Story (Out Of Luck)”      | Merk & Kremont                      | [ 55 ] |